# Justyna Koeke
Justyna Koeke (* 1976 in Krakau) ist eine zeitgenössische performative Künstlerin.

## Leben und Werk
Koeke hat in Krakau, Warschau, Nürnberg und Stuttgart Bildhauerei studiert. In ihren Werken setzt sie sich vor allem mit dem weiblichen Körper auseinander. Sie nutzt den nackten, weiblichen Körper in der Öffentlichkeit regelmäßig, um Kritik an bestehenden Verhältnissen zu üben.
Das Magazin ART widmete ihr in der Ausgabe 9/2018 ein Porträt.
Sie arbeitet an der Schnittstelle zwischen Bildender Kunst und Mode. Sie lebt in Ludwigsburg und ist seit 2006 Dozentin in den Fachbereichen Textile Medien und Performance an der Staatlichen Akademie der Bildenden Künste Stuttgart. Seit 2016 ist sie Mitglied der Darmstädter Sezession.

## Ausstellungen und Performances (Auswahl)
- 2016 Berlin Alternative Fashion Week
- 2014 Museum of contemporary Art Kraków
- 2013 Kunstverein Ludwigsburg
- 2012 Kunstverein Dortmund
- 2006 Kunsthalle Bremen
- 2003 Haus der Kunst München